# Pardosa saltans
Pardosa saltans este o specie de păianjeni din genul Pardosa, familia Lycosidae, descrisă de Töpfer-hofmann în anul 2000. Conform Catalogue of Life specia Pardosa saltans nu are subspecii cunoscute.